# Wadżrajana

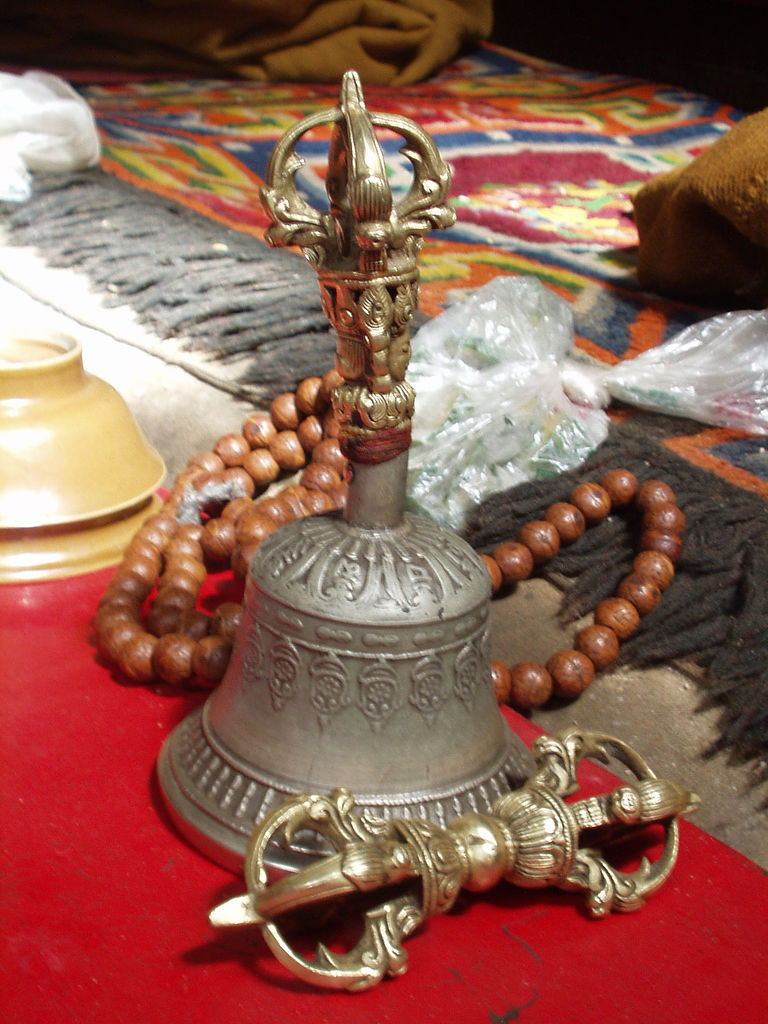
Dordże, dzwonek i mala

Wadżrajana – kierunek buddyzmu związany z praktyką tantr, który wyodrębnił się ok. II wieku n.e. w Indiach w ramach tradycji mahājāny. Praktycy uważają, że posiada metody bezpośredniego doświadczenia natury rzeczywistości, na temat której „wnioskuje się” według tzw. prawomocnego poznawania (sanskryt. pramana, ang. logic/valid cognition) w teoriach mahajany.

## Etymologia
Wadżrajana (skt. Vajrayāna; tyb. རྡོ་རྗེ་ཐེག་པ་, Wylie rdo rje theg pa), także tantrayāna, mantrayāna, potocznie nazywana jest jako Diamentowa Droga, jednak nie jest to precyzyjne tłumaczenie tybetańskiego określenia dordże thekpa. Dordże, czyli wadżra, od której bierze nazwę wadżrajana, określa nie nazwę substancji (diament) – ale nazwę właściwości, czyli trwałości, niezniszczalności. Właściwsze byłoby tłumaczenie „droga niezniszczalnego”.
Tybetańczycy rzadko używają tej nazwy, częściej spotyka się nazwę tantrajana lub droga sekretnej mantry. Mianem „dordże” określa się również rytualny przedmiot, który wraz z „dzwonkiem” symbolizuje niedualny stan umysłu (subiekt-obiekt), zjednoczenie tzw. „żeńskich i męskich” aspektów oświecenia, czyli pierwotnej mądrości (skt. siunjata) i miłującego współczucia (skt. bodhićitta), tj. ostatecznego zrozumienia oraz metod prowadzących do tego poziomu.
Wadżrajana opisywana jest również następującymi nazwami:
- jako tradycja rezultatu, gdyż w czasie praktyki stosuje już trzy ciała Buddy choć to ostateczny poziom oświecenia według mahajany,
- jako tradycja metod, gdyż choć nie odróżnia się od mahajany w stosowaniu Sześciu Paramit to jednak posiada nieporównywalnie efektywniejsze metody takie jak np. faza spełniająca „dzogrim” tantr jogi najwyższej bezpośrednio do oświecenia, tj. trzech ciał buddy, już za życia praktykującego,
- jako tradycja wadżry, gdyż choć podobnie jak mahajana realizuje gromadzenie dobroczynnego potencjału do oświecenia tzw. „zasługi” i „przekraczającej samsarę” mądrości, ale jednak robi to w sposób równoczesny poprzez praktykę jidama i jednocześnie mądrość bycia w jego naturze siunjata, tak że nie ma oddziału między tymi dwoma nagromadzeniami, ani potrzeby przerw pomiędzy sesją medytacji i pomedytacyjną,
- jako tradycja pożądań, gdyż przekształca nawet najbardziej nieokiełznane splamienia umysłu bezpośrednio w aktywności do oświecenia np. poprzez praktyki tantryczne,
- jako tradycja sekretna czy tradycja sekretnej mantry, gdyż ze względu na powyższe wyjątkowe cechy umożliwiające oświecenie już za życia jest jednak niezwykle podatna na niezrozumienie czy przeszkody w praktyce, które są do ominięcia tylko według sekretnych dogłębnych osobistych instrukcji autentycznego mistrza utrzymującego nieprzerwaną linię przekazu tantr w sukcesji mistrzów aż od buddy, oraz ścisłego przestrzegania świętych zobowiązań „samaja”, których porzucenie prowadzi do poważnych konsekwencji przyczynowo skutkowych. Słowa mantra odnosi się tu do protekcji przed licznymi przeszkodami zewnętrznymi (otoczenie), wewnętrznymi (zdrowie) i tajemnymi (w praktyce z umysłem).

## Historia
Wadżrajana początkowo rozwijała się w Indiach, w średniowieczu trafiła również na Sri Lankę oraz do Azji Centralnej, Indochin, Indonezji, Chin, Mongolii i Japonii a obecnie najbardziej utożsamiana jest z buddyzmem tybetańskim.

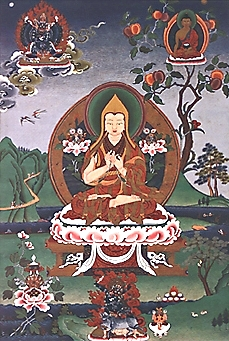
Tybetański mistrz wadżrajany Congkhapa medytujący na formę Jamantaki oraz jego strażnik Kalarupa, po prawej na górze wizerunek Buddy Siakjamuniego

### Buddyzm tybetański
W VIII w. przekaz wadżrajany dotarł do Tybetu i Bhutanu z krainy Oddiyana dzięki Padmasambhavie (tyb. Guru Rinpocze) i wielkiemu scholastykowi Wimalamitrze oraz dzięki 25 uczniom i uczennicom Padmasambhavy, którzy stali się mahasiddhami. W roku 775 n.e. założono pierwszy klasztor buddyjski Samje. Ich nauczanie dało początek szkole „starożytnych przekazów”, zwanej później jako ningmapa. Przekaz przetrwał do czasów obecnych poprzez „ukryte skarby” zwane termami za sprawą takich tertonów jak Longczenpa, oraz ustne przekazy, np. w „starożytnych” naukach szkoły sakja.
W XI wieku nastąpiło drugie przeniesienie nauk buddyjskich do Tybetu i Bhutanu (tzw. przekaz sarma). Nauki wadżrajany zostały przeniesione i przetłumaczone wtedy z Indii przez takich mistrzów i tłumaczy jak Marpa i Drokmi, dając początek szkole kagju, np. poprzez linię karmapów oraz inicjując „nowożytne” nauki szkoły sakjapa, gdzie kluczową postacią był Sakja Pandita. W tym samym okresie również wiele przekazów nowych nauk zostało przeniesionych do Tybetu przez Atiśę rozwiązując wiele istniejących ówcześnie wątpliwości związanych z tym czy wadżrajanę traktować jako oddzielny od sutr i od mahajany pojazd. Nauki te dały początek szkole kadampa. Dzięki reformie tej szkoły oraz dalszemu rozwinięciu w niej praktyk tantrycznych przez Congkhapę w XV wieku powstała nowa tradycja gelugpa. Zanim w XIII wieku kultura buddyjska w Indiach została zniszczona przez ekspansję hinduizmu, islamu i najazdy plemion muzułmańskich, wadżrajanę przeniesiono z Indii dzięki mistrzowi Tāranātha (Wylie. rje btsun tā ra nā tha, 1575-1635 r.), którego nauki stały się podstawą tybetańskiej szkoły dzionangpa. W ostatnich wiekach istniejące nauki różnych tradycji usystematyzowano i rewitalizowano, chroniąc je przed zanikiem, za sprawą takich uczonych jak Dziamgon Kongtrul Lodro Thaje.
Obecnie nauki wadżrajany praktykowane są szczególnie w buddyzmie tybetańskim, w szkołach ningma, sakja i kagju, gelug, gdzie występują unikalne przekazy tantr jogi najwyższej. Jednak wadżrajana związana z innym rodzajami tantr występuje również w Japonii w tradycji shingon. W XX wieku na skutek represji chińskich w Tybecie buddyzm został niemal całkowicie zniszczony. Podobnie stało się w komunistycznej Mongolii. Wielu nauczycieli i buddystów z Tybetu, wraz z całym bogactwem nauk i duchowych skarbów buddyzmu tybetańskiego, znalazło schronienie w Indiach, Nepalu i Bhutanie, jak i również na Zachodzie.
Od lat 70. ubiegłego stulecia wadżrajana rozwija się również na Zachodzie. W Polsce nauki wadżrajany pojawiły się jako „Diamentowa Droga” po raz pierwszy dzięki lamie Ole Nydahlowi w roku 1976, były to nauki związane z przekazem tybetańskiej szkoły kagju. W 1995 zawiązano Polską Unię Buddyjską, od 1997 pod patronatem Jego Świątobliwości Dalajlamy.

## Charakterystyka

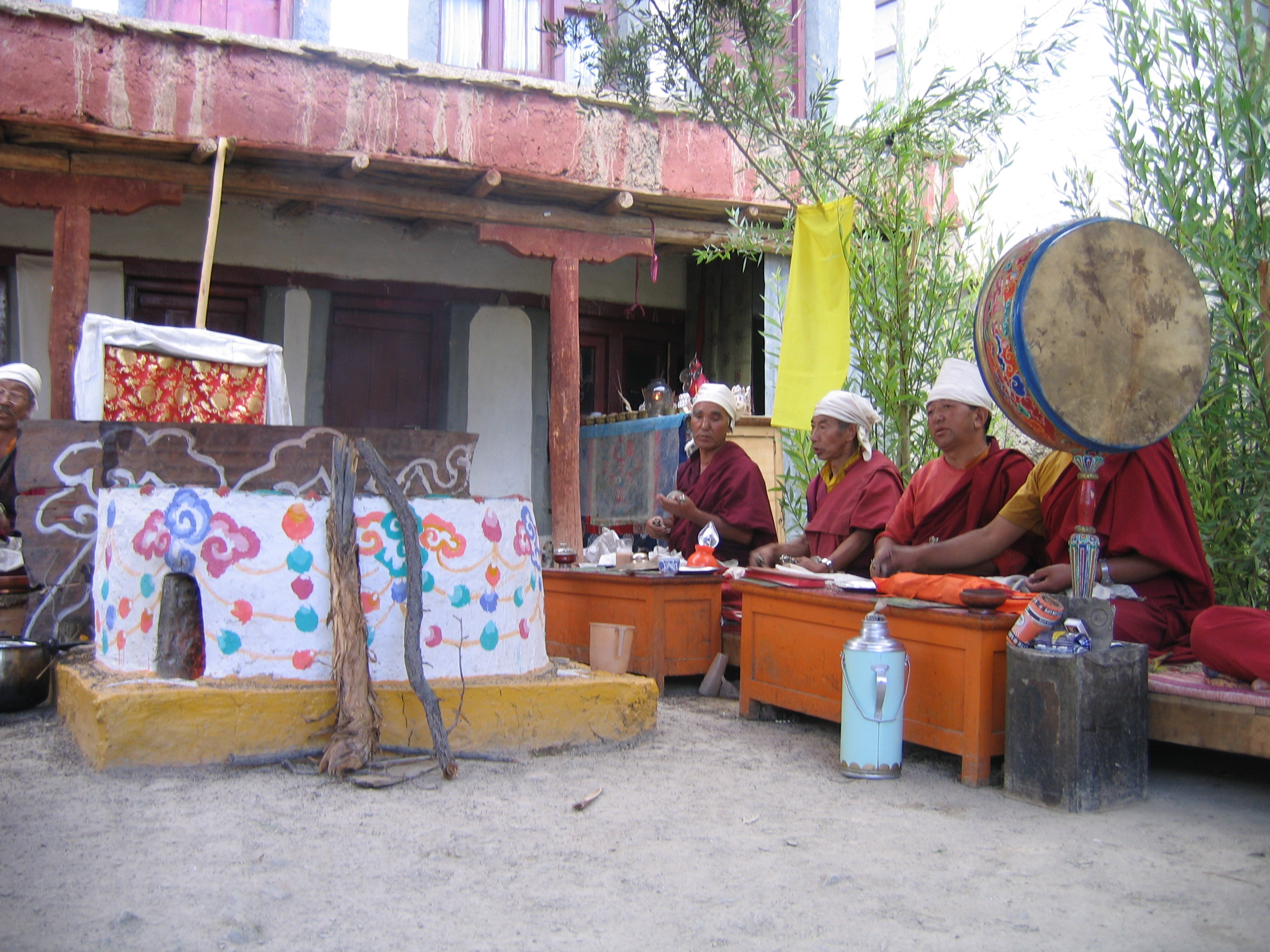
Tybetańska ceremonia tantryczna

W wadżrajanie praktyki przekazywane są od czasów Buddy w nieprzerwanej linii od nauczyciela do ucznia. To dlatego tak ważna jest tu rola duchowego nauczyciela – lamy, jako spadkobiercy autentycznej linii przekazu. Bez jego kierownictwa uczeń nie ma dostępu do najgłębszych nauk i praktyk, takich jak mahamudra, dzogczen i tantry jogi najwyższej. Tantry nie koncentrują się jedynie na intelekcie, lecz angażują cały potencjał człowieka, pełne spektrum doświadczeń. Jest to konsekwentny system technik medytacyjnych, które polegają między innymi na wizualizacji określonych form buddów, powtarzaniu mantr, usypywaniu mandali, czy stosowaniu jogicznych ćwiczeń. W szczególności w praktyce tantr jogi najwyższej buddyzmu tybetańskiego umysł i ciało nie traktuje się osobno, lecz pracuje się z nimi, poprzez subtelną sieć kanałów, wiatrów i esencji poruszającymi się w ciele, by stopniowo „budować” sobie dostęp do natury umysłu zwanej Przejrzyste Światło. Z tego powodu ścieżka ta nazywana jest czasami mantrayāna lub tantrayāna.
Słowo tantra dosłownie znaczy „sieć”, „tkać” i odnosi się do najsubtelniejszego stanu obecności zwanego Przejrzystym Światłem, którego kontynuacja trwa po śmierci tkając kolejno ze sobą reinkarnacje odrodzeń w samsarze a nieprzerwana zostanie nawet po zrealizowaniu nirwany. Buddyzm tybetański według sakja, kagju, gelug, wyróżnia się 4 klasy tantr: (1) tantry krija, (2) tantry carja (inaczej zwane upa), (3) tantry jogi oraz (4) tantry jogi najwyższej. Więcej o tym czytaj: tantry jogi najwyższej.
Wadżrajana kładzie największy nacisk na uzyskanie wglądu wolnego od dualistycznych rozróżnień (subiekt-obiekt) i konceptualnych wyobrażeń, i zgodne z nim działania dla pożytku wszystkich czujących istot (bodhiczitta) w codziennym życiu.
„Wadżrajana nie jest ograniczoną doktryną, ale ścieżką nieskończonego rozwoju. Całkowicie wychodzi poza dualistyczne rozróżnienia (subiekt – obiekt) i koncepcje mentalne. W wadżrajanie życie nie jest problemem do rozwiązania (w celach jedynie terapeutycznych), lecz doświadczeniem o niewyczerpalnym bogactwie i twórczej energii. Nic nie jest odrzucane ani negowane, bowiem ten, który praktykuje wadżrajanę, rozwija umiejętności dostrzegania i wrażliwość na korzystne aspekty wszystkiego, co istnieje”.
Tym niemniej praktyka wadżrajany wymaga przestrzegania buddyjskich ślubowań (sanskryt: samaya) bodhisattwy i nakazów tzw. „indywidualnego wyzwolenia”, tj. wyrzeczenia się zbędnych i przeszkadzających czynów związanych ze splamieniami umysłu i z przyczynami cierpienia duhkha, np. poprzez przestrzeganie pięciu podstawowych nakazów osób świeckich Vinai, powstrzymanie się od dziesięciu niewłaściwych czynów i nie uleganie tzw. ośmiu światowym (doczesnym) troskom (o materialny dobrobyt lub jego brak, uznany społeczny status bądź pogardę, o wyrazy społecznego uznania bądź nagany, posiadanie przyjemności zmysłów bądź ich nieposiadanie). W praktyce tantr bardziej zaawansowanych, tj. tantr jogi i tantr jogi najwyższej, dochodzą jeszcze ślubowania i nakazy tantryczne. Wszystkie te ślubowania odnoszą się od kodeksów postępowania tzw. „trzech pojazdów” kompleksowego podejścia buddyzmu tybetańskiego, tj. hinajany, mahajany i wadżrajany. W celu rozwinięcia postaw indywidualnego wyzwolenia, bodhisattwy i tantrycznych związanych z owymi ślubowaniami zwykle przed praktyką tantr otrzymuje się od mistrza/mistrzyni tantr praktyki wstępne nyndro bądź praktykę lamrim, np. tak jak jest to opisane w artykule o praktykach mahamudry.
Buddyzm tybetański przyjmuje, że w ramach wadżrajany praktykuje się dzogczen.

## Nauki Trzeciego Obrotu Kołem Dharmy a teoria wadżrajany
W terminologii wadżrajany główny nacisk kładzie się na nauki o naturze umysłu i rzeczywistości w celu zrealizowania bezpośrednio doskonałej obecności poza wszelkimi konceptualnymi wyobrażeniami oraz dualizmem (subiekt–obiekt), zwanej Przejrzyste Światło. Stan ten określany jest niekiedy jako absolutnie istniejący. Nauki te biorą źródło z tantr buddyjskich, szczególnie takich tantr jogi najwyższej jak Guhjasamadźa oraz Kalaczakra. Można je odnieść do nauk tzw. „Trzeciego obrotu Kołem Dharmy”, jako trzeciej klasy nauk udzielonych przez Buddę, nauk o „nieuwarunkowanej” naturze Buddy. Wadżrajana służy jednak do bezpośredniego doświadczenia natury rzeczywistości na temat której „wnioskuje się” (według tzw. prawomocnego poznawania, sanskryt. pramana, ang. logic/valid cognition) w teoriach mahajany.
W tradycyjnej mahajanie bodhisattwa praktykuje postawę bodhićitta oraz właściwe zrozumienie rzeczywistości, zgodnie z naukami o „pustości” siunjata i naturze Buddy. Poprzez Sześć Paramit, zbiera stopniowo oraz oddzielnie (podczas medytacji lub poza nią) nagromadzenie tzw. zasługi (dobroczynnego potencjału) i mądrości, niezbędnych, aby osiągnąć oświecenie, tj. trzy ciała Buddy. Powiada się, że taka praktyka winna zająć czas trzech niezliczonych okresów (skt. kalpa) podczas kolejnych odrodzeń (reinkarnacji) bodhisattwy. Terminologia wadżrajany również stosuje terminy „pustość” siunjata i natura Buddy. Wadżrajana w odróżnieniu jednak od mahajany posiada szczególne metody praktyk tantr jogi najwyższej. Powiada się, że umożliwią one zrealizowanie bodhisattwie niezwykle szybko oraz nie-oddzielnie (jednocześnie gromadząc „zasługę” i mądrość), bezpośrednio prowadząc do trzech ciał buddy, nawet już za życia praktykującego.